# Aphanopsidaceae
Aphanopsidaceae is een botanische naam voor een familie van korstmossen behorend tot de orde Lecanorales. 

## Geslachten
De familie bestaat uit de volgende twee geslachten:
- Aphanopsis
- Steinea